# 福島譲二
福島 譲二（ふくしま じょうじ、1927年3月31日 - 2000年2月25日）は、日本の政治家。自由民主党衆議院議員（6期）、熊本県知事を務めた。熊本県出身。

## 略歴
府立一中、五高を経て、東京大学法学部政治学科卒業後、1948年9月 大蔵省に入省する。主税局国税第一課に配属。上司である主税局国税査察部長兼主税局国税第一課長に脇阪実がいた。東京国税局調査査察部、関東信越国税局調査査察部、札幌国税局調査査察部、札幌国税局総務部総務課を経て、1952年3月から横手税務署長。
熊本国税局総務部総務課長、国税庁間税部酒税課長補佐、主計局主計官補佐（外務、通産係主査）、主計局主計官補佐（農林係主査）の後、1963年 三重県総務部長、1965年 日本専売公社企画課長、1967年 主計局主計官（防衛担当）、1968年 佐藤栄作首相秘書官（事務担当）、1971年6月 主計局総務課長を歴任。1972年6月 大臣官房参事官兼大臣官房審議官で退官。
1976年、第34回衆議院議員総選挙に旧熊本2区から無所属で立候補し初当選した。以降、自民党に入党し連続当選は6回にのぼり、1989年、第1次海部内閣の労働大臣として初入閣した。
1991年、細川護煕知事の退任を受けて熊本県知事選に立候補し、初当選、1997年に世界男子ハンドボール選手権、1999年に国民体育大会（くまもと未来国体）を開催した。
しかし3期目途中の2000年2月25日、黒川温泉で入浴中に急死した。72歳没。
佐高信が自著で福島知事が細川前知事の尻ぬぐいばかりやらされているため、熊本では「トイレットペーパー知事」と呼ばれていることを講演で訪れた際に知った、と記している。